# ЛАД (пулемёт)
ЛАД — экспериментальный ручной пулемёт, сконструированный под пистолетный патрон 7,62×25 мм в 1942 году группой конструкторов Научно-исследовательского полигона стрелкового и миномётного вооружения ГАУ Красной Армии под руководством капитана В. Ф. Лютого. Название оружия возникло как аббревиатура фамилий его создателей: Лютого, Афанасьева и Дейкина.

## Конструкция
Автоматика основана на принципе отдачи свободного затвора с дополнительным ускорением затвора пороховыми газами, отводимыми из ствола (через толкатель). Спусковой механизм — подпружиненный спусковой рычаг со спусковым крючком по типу пулемёта ДПМ. Переводчик огня отсутствует. Подача патрона идёт прямым досыланием из ленты, механизм подачи которой монтируется на крышке ствольной коробки. Ствольная коробка — штампованная открытого типа, составляет единую деталь с кожухом. Ствол снабжён дульным тормозом.
Назначением пулемёта являлось вооружение пехоты на уровне отделения, также указывалась возможность вооружения десантников, партизан и расчётов артиллерийских орудий.
Работа в данном направлении была свёрнута в связи с завершением разработки промежуточного патрона 7,62×39 мм, имевшем большую мощность и лучшую баллистику по сравнению с пистолетным. Хотя на испытаниях пулемёт ЛАД показал хорошие боевые и эксплуатационные качества, использование маломощного пистолетного патрона ограничивало эффективную дальность около 300-400 метров, а пробивная способность тупоконечных пистолетных пуль по сравнению с имеющимися ручными пулемётами под мощный винтовочный патрон была явно недостаточной. По этим причинам комиссия НИПСВО посчитала нецелесообразным продолжение работ в этом направлении.
Однако считается, что данная система оказала влияние на разработку ручного пулемёта РПД, созданный под новый промежуточный патрон 7,62 мм обр. 1943 года.
Оба прототипа выставлены в Музее истории артиллерии, инженерных войск и связи в Санкт-Петербурге.